# Челябинский угольный бассейн

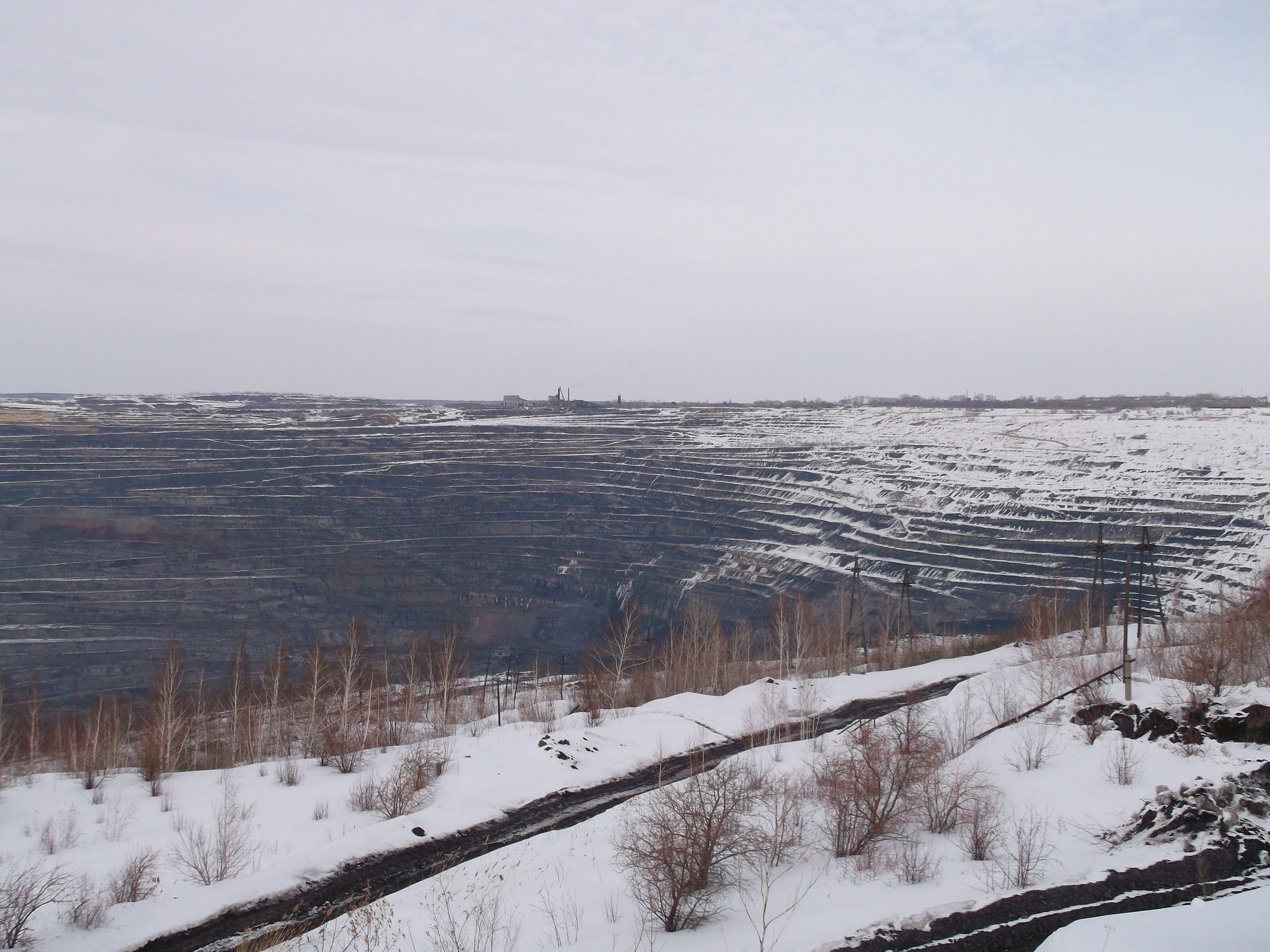
Коркинский угольный разрез, 2012 год

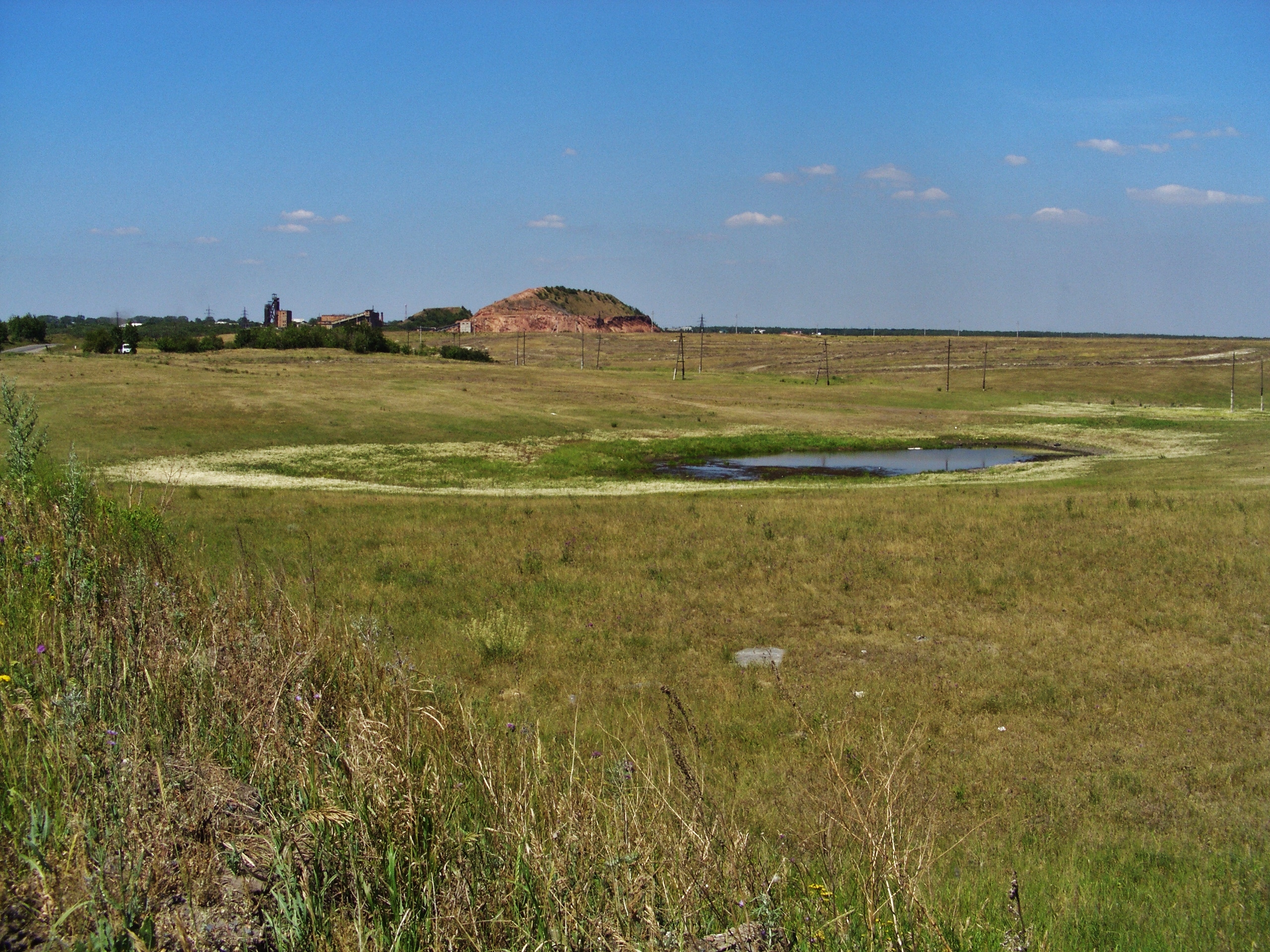
На дальнем плане одна из шахт и терриконников Копейского месторождения, 2012 год

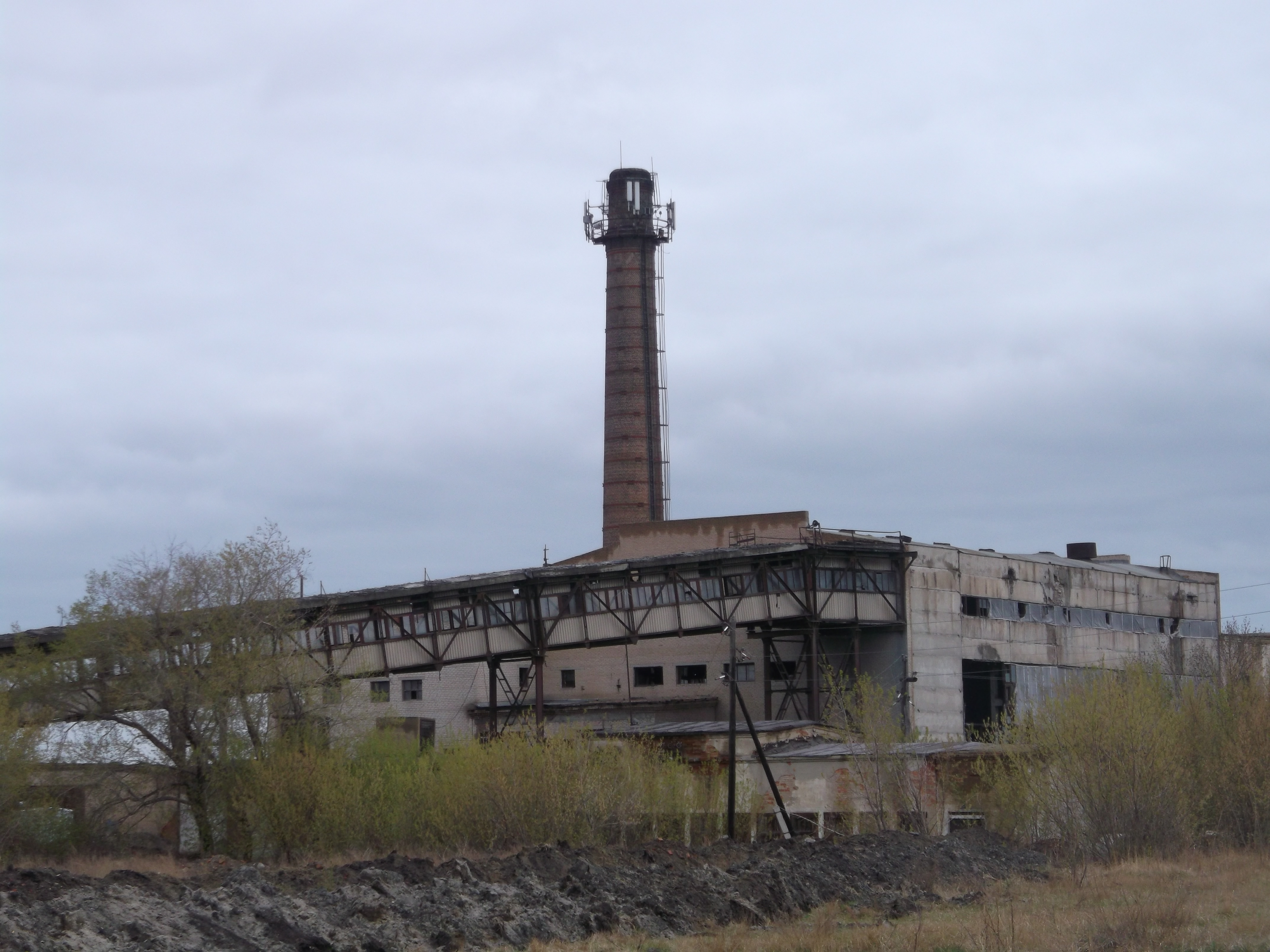
Заброшенное здание бывшей шахты «Подозёрная» Копейского месторождения, 2012 год

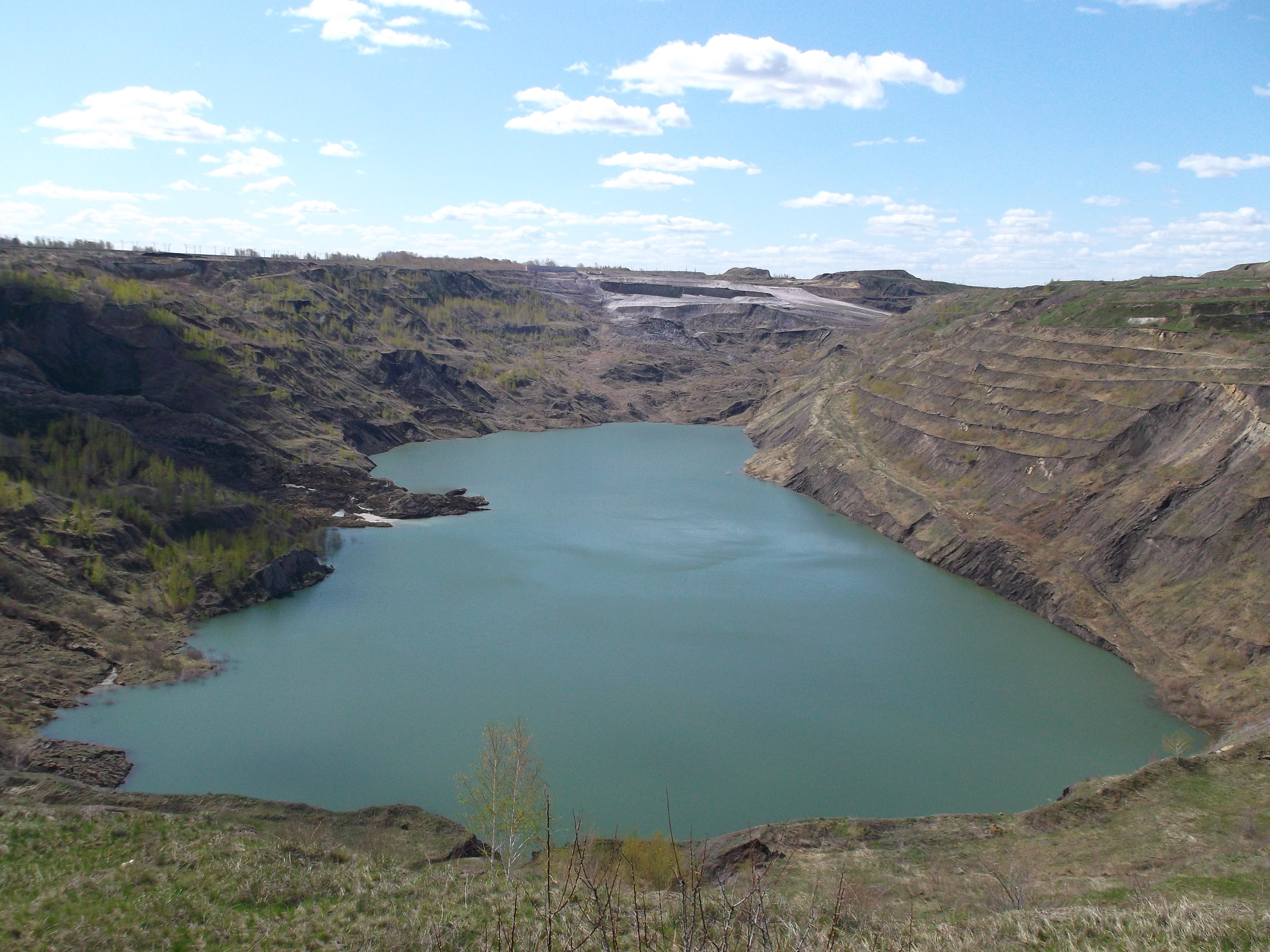
Заброшенный Красногорский карьер Еманжелинского месторождения, 2013 год

Челябинский угольный бассейн (Челябинский буроугольный бассейн) — расположен в Челябинской области к востоку и к югу от города Челябинска, занимает площадь 1300 км2 и является основной базой добычи бурых углей на восточном склоне Урала. В бассейне встречаются и незначительные залежи каменного угля.

## Характеристика
Расположен к востоку от г. Челябинска (с северо-восточного до южного направления от города), занимает площадь 1300 км² и является основной базой добычи углей на восточном склоне Урала. Челябинский угольный бассейн в ширину до 15 км, в длину около 170 км, вытянут с севера на юг между бассейнами рек Теча и Уй. Отложения угля относятся к триас-юрскому периоду.
Глубина фундамента — от 4000 м на западе до 500 м на востоке Угленосная формация бассейна подразделяется на 4 свиты: калачёвскую, коркинскую, копейскую (верхний триас, мощность 1600-3500 м) и сугоякскую (нижний юра, 450—770 м).
В северной части бассейна копейская свита содержит 40 рабочих пластов мощностью 0,8-3 м, в Коркинском и Еманжелинском районах в коркинской свите содержатся пласты мощностью от 25 до 200 м.
Для пластов месторождения характерна повышенная тектоническая нарушенность, повышенное метановыделение, углям месторождения свойственно самовозгорание. Из углей месторождения производилось и жидкое топливо.
Угли бассейна — бурые (БЗ, с запасом 0,7 млрд. т) высокозольные. Средние показатели качества: Wr 17 %, Ad 36 %, Std 1,2 %, Vdaf 44 %, Qsdaf 28 МДж/кг, Q1r 14 МДж/кг.
В бассейне имеются и антрацитовые месторождения: Полтавское и Брединское.
Также, в Челябинском угольном бассейне были открыты и описаны минералы баженовит, годовиковит, дмиштейнбергит, ефремовит, рорисит, сребродольскит.
Близлежащие угольные месторождения от Челябинского угольного бассейна: к западу располагается Южно-Уральский угольный бассейн (Б1, 1,1 млрд. т, в Башкортостане и Оренбургской области), к востоку — Тургайский угольный бассейн (Б2, 6,5 млрд. т, в Кустанайском и Тургайском областях), к северу — Серовский угольный район, к югу — Орский угольный район. С северной стороны также располагаются Тайгинское и Боевское месторождения кристаллического чешуйчатого и аморфного графитов.

## История
Месторождение открыто в 1832 году, промышленная разработка началась в 1907 году. В 1919-1920-х годах, после событий связанных с революцией и Гражданской войной, объём добычи угля в бассейне занимал 1-е место в стране, чему способствовало прохождение основной железнодорожной магистрали страны в восточном и западном направлениях, построенного до этого Транссиба от Челябинска. Ещё четверть века понадобилось геологам, чтобы понять, как, на каких глубинах и площадях залегает уголь. В 30-е годы на геологические карты был нанесен Челябинский буроугольный бассейн, запасы которого на 1935 год составляли 1800 млн тонн. Создание в этом районе мощного промышленного узла в 30-е гг. вызвало огромный интерес к бассейну и обеспечило резкий подъём угледобычи. Во вторую пятилетку план добычи угля в бассейне предусматривал 18 млн. тонн с использованием его в промышленности Уральского региона. К 1940 году в районе Копейска работала уже 21 шахта. Пик угледобычи приходился на 1960-е гг, в конце 80-х годов в связи с исчерпанием запасов угля начался процесс закрытия шахт, к настоящему времени угледобыча почти прекращена. Разработка углей велась в Копейском, Камышинском, Коркинском и Еманжелинском районах.
До 2006 года разработка месторождений велась ОАО «Челябинскуголь». После его банкротства и ликвидации имущественный комплекс предприятия был выкуплен ОАО «Челябинская угольная компания».
Челябинский угольный бассейн имеет протяженность 140 км и прослеживается от озера Тишки на севере до Южноуральска на юге. Максимальная ширина угленосной структуры 14 км, глубина до четырёх километров. Бассейн условно разделен на семь угленосных районов:
- Сугоякский
- Козыревский
- Копейский
- Камышинский
- Коркинский
- Еманжелинский
- Кичигинский
- Тогузакский

Всего разведано около 30 угольных пластов, мощность которых колеблется от 0,75 до 13 м. Самые мощные пласты (до 200 метров) отрабатываются Коркинским разрезом. Открытым способом ведется добыча и в Копейске.
Содержание углерода в челябинских углях — в среднем 72,5 %, золы (несгораемая часть) — 28—32 %. Теплотворная способность — 4000—6000 ккал/кг. Уголь склонен к самовозгоранию. Он годами горит в терриконах Копейска, Еманжелинска, в карьерах Коркино и Копейска, нанося немалый вред природе. Оставшиеся запасы угля в бассейне на конец XX столетия составляли 523 млн тонн.
Разведанные запасы бурого угля на 1 января 2019 года составляли 625 144 000 тонн, из них около 483 млн. тонн категорий А, В, С. В 2018 году добыча угля не велась1.

## Oсновные промышленные центры
- Копейск
- Коркино[3]
- Еманжелинск

## Разрабатываемые месторождения бассейна
- Kопейское,
- Kамышинское,
- Kоркинское,
- Eманжелинское[1]